# Бондар Олег Васильович
Оле́г Васи́льович Бо́ндар (* 3 липня 1965, Біла Церква Київської області) — колишній міський голова Ірпеня Київської області (червень 2007 — листопад 2010 років).

## Біографічні відомості
У 1988 році закінчив факультет хімічного машинобудування та апаратобудування Київського політехнічного інституту. Працював в об'єднанні «Київнерудпром» спеціалістом, майстром каменеобробного цеху, провідним інженером.
Від кінця 1980-х років мешкає в місті Ірпінь. У 1995 році організував та очолив виробниче підприємство «Інтро-Плюс», що спеціалізується на добуванні та обробці граніту й мармуру, обладнанні будівель сучасними енергоощадними фасадними системами. За участю «Інтро-Плюс» реконструйовано, зокрема, Успенський собор Києво-Печерської лаври[джерело?], майдан Незалежності[джерело?], Центральний залізничний вокзал[джерело?], майдани перед Верховною Радою та Секретаріатом Президента[джерело?], комплекс «Мандарин плаза»[джерело?].
Заочно навчається на економічному факультеті Міжрегіональної академії управління персоналом.
У червні 2007 року Олега Бондаря обрали міським головою Ірпеня.